# شیر قرمز
شیر قرمز (به ژاپنی: 赤毛 Akage)، آکاگه یک فیلم به کارگردانی کی‌هاچی اوکاموتو است که در سال ۱۹۶۹ اکران شد. از بازیگران آن می‌توان به شیما ایواشیتا، توشیرو میفونه، و نوبوکو اوتاوا اشاره کرد.